# Giovanni Paramithiotti
Giovanni Paramithiotti (en albanès: Gjon Paramithioti) va ser un dirigent esportiu italià d'origen albanès. Va ser un dels fundadors i primer president del club de futbol Internazionale (1908-1909).

## Biografia
Paramithiotti va néixer a Venècia, Itàlia, en el si d'una família benestant d'origen albanès Cham. Al segle XVIII, els seus avantpassats van abandonar Albània, que en aquella època formava part de l'Imperi Otomà, unint-se a la diàspora albanesa per obtenir millors oportunitats de vida. Es van allunyar de Yanina Sanjak, a la regió de l'Epir, precisament de l'actual zona de Paramythia, i van conservar el seu origen com a de Paramithia amb el cognom Paramithiotti. Es van traslladar a Venècia, Itàlia, on va néixer.
Va ser un dels fundadors de l'Inter de Milà l'any 1908 després de trencar els llaços amb l'AC Milan i va ser elegit primer president del nou club de futbol, romanent al càrrec només un any. Segons les cròniques de l'època, Paramithiotti no va agradar especialment als seguidors a causa de la seva fama de malfactor, que l'obligava a no presentar-se a l'estadi. Tanmateix, un dia, no el van reconèixer perquè mirava el partit amb barba i bigoti falsos, i com que l'Inter guanyava el partit, la seva mala fama es va acabar.
L'any 1909, després d'un any, va ser succeït per Ettore Strauss, qui el va substituir seguint els desitjos de la majoria suïssa dels socis del club.
Va morir a la ciutat de Nova York l'11 de març de 1943.